# 中央台飯野
中央台飯野（ちゅうおうだい いいの）は、福島県いわき市の町丁である。郵便番号は970-8044。

## 地理
いわき市中央部の平地区に属し、地区内南部に位置する。北で郷ケ丘、平吉野谷、平小泉、東で平上高久、南東で鹿島町下矢田、中央台鹿島、西で鹿島町下矢田、常磐上矢田町、とそれぞれ隣接する。丘陵地に大規模に造成されたいわきニュータウン（中央台団地）の中でも初めに造成された区域であり、旧来の大字から分離して設置された。ニュータウン内の西側を占め、福島県道26号小名浜平線と福島県道378号高久鹿島線に挟まれた区域に位置し、北側から反時計回りに一～五丁目が設置されている。内郷御厩町に所在するいわき中央警察署及び平字正内町に所在する平消防署がそれぞれ管轄にあたる。

### 湖沼
- 蓬作調節池
- 草ケ谷調節池

## 歴史
- 1982年12月 -宅地造成に伴い郷ケ丘、平吉野谷、平小泉、平上高久、鹿島町下矢田、常磐上矢田町から順次分離され新設される[4][5]。

## 世帯数と人口
2023年10月31日現在の世帯数と人口は以下の通りである。
| 大字       | 世帯数   | 人口   |
| ---------- | -------- | ------ |
| 中央台飯野 | 1653世帯 | 3737人 |

## 小・中学校の学区
市立小・中学校に通う場合、学区は以下の通りとなる。
| 番地 | 小学校                   | 中学校                   |
| ---- | ------------------------ | ------------------------ |
| 全域 | いわき市立中央台北小学校 | いわき市立中央台北中学校 |

## 交通

### 道路
- 福島県道378号高久鹿島線
- 一級市道荒神作勝負作線
- 一級市道西作大日作線

### バス
新常磐交通路線バス
- （いわき駅方面） - 中央台北中 - 大学会館前 - 医療創生大学 - （光洋高方面）
  - いわき駅～医療創生大～光洋高

- （いわき駅方面） - 中央台北中 - 大学会館前 - 医療創生大学 - … - ラパークいわき
  - いわき駅～医療創生大～ラパーク

- （いわき駅方面） - 中央台北中 - 第一団地前 - 飯野三丁目 - 飯野二丁目 - （ラパークいわき） - … - いわきコルム - ラパークいわき
  - いわき駅～高専～飯野～ＮＴ
  - いわき駅～八ツ坂～飯野～ＮＴ

- （光洋高方面） - ラパークいわき - （小名浜・湯本方面）
  - 泉駅～小名浜～鹿島～光洋高校
  - 湯本駅～玉川団地～光洋高校
- ラパークいわき - （小名浜方面）
  - ＮＴ～鹿島ＳＣ～小名浜

- （郷ケ丘方面） - 中央台北中 - 第一団地前 - 飯野三丁目 - 飯野二丁目 - ラパークいわき - いわきコルム - （小名浜方面）
  - 郷ヶ丘～ＮＴ～泉駅～秀英高校

- （いわき駅・湯本高方面） - 中央台北中 - 第一団地前 - 飯野三丁目 - 飯野二丁目 - … - ラパークコルム - ラパークいわき
  - ＮＴ～いわき駅～好間工業団地
  - ＮＴ～いわき駅～内郷駅
  - ＮＴ～高専～いわき駅～磐城高校
  - ＮＴ～草木台～湯本高校
  - ＮＴ～内郷駅
  - ＮＴ～八ツ坂～いわき～昌平中高
  - ＮＴ～八ツ坂～平商業高校

## 施設
- 医療創生大学
  - 福島県立双葉高等学校
  - 福島県立双葉翔陽高等学校
- いわき准看護学校
- いわき市立中央台北中学校
- いわき市立中央台北小学校
- 中央台保育所
- 中央台公民館
- 平消防署中央台支所
- 中央台交番
- 中央台郵便局
- 郡山病院いわき健康管理センター
- 中央台第一団地
- 吉野谷公園
- ラパークいわき
  - MEGAドン・キホーテ ラパークいわき店
  - ツルハドラッグ いわきニュータウン店
  - コーナンドイト ラパークいわき店
  - ダイソー ラパークいわき店
- マルト ニュータウン店
- 水産会館
- ニュータウンセンタービル